# ルイイ＝ディドロ駅
ルイイ＝ディドロ駅（ - えき、Reuilly - Diderot）は、フランス・パリ12区にあるパリメトロの駅。
駅名は南北に走るルイイ通りと東西に走るディドロ大通り（18世紀のフランスの哲学者ドニ・ディドロにちなむ命名）からとられている。

## 利用可能な鉄道路線
- パリメトロ
  - 1号線
  - 8号線

## 歴史
- 1900年8月20日、1号線のルイイ駅 (Reuilly) として開業。
- 1931年5月5日、8号線リシュリュー＝ドルーオ駅 - ポルト・ド・シャラントン駅間延伸に伴い、8号線の乗り入れ開始。同時に、駅名をルイイ＝ディドロ駅と改称。